# Luminița Talpoș

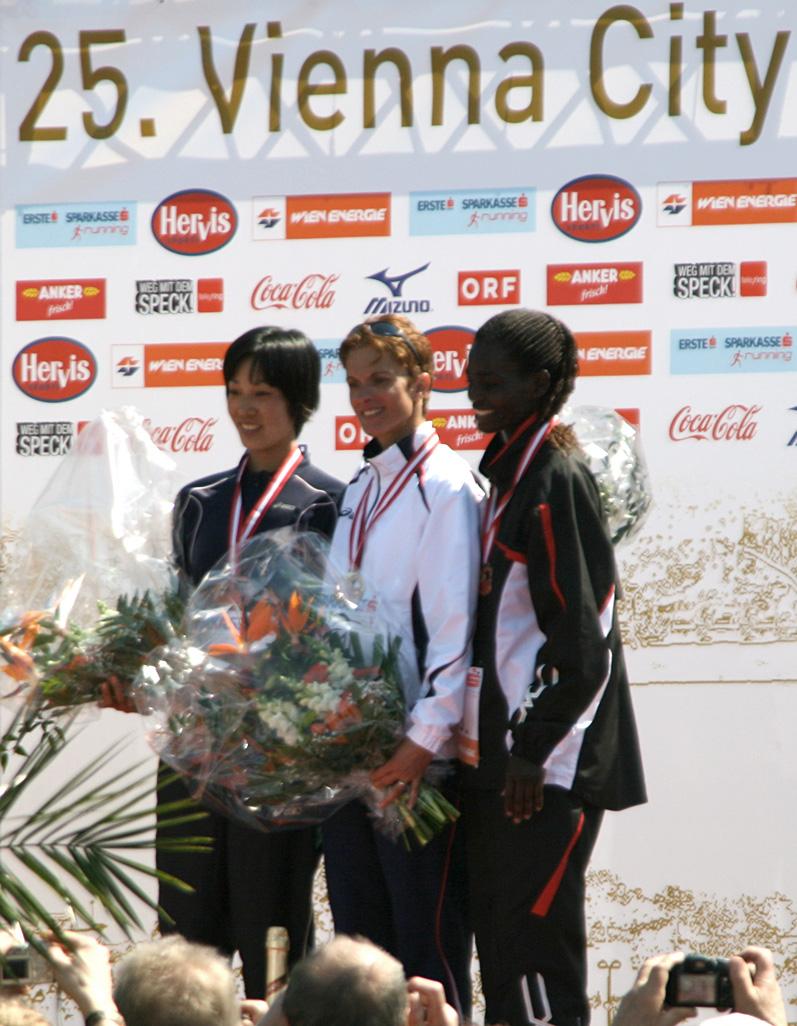
Luminița Talpoș (Mitte), Siegerin des 25. Vienna City Marathons

Luminița Talpoș (* 9. Oktober 1972 in Craiova) ist eine rumänische Langstreckenläuferin.
1999 und 2004 wurde sie rumänische Meisterin im Straßenlauf, und bei den Halbmarathon-Weltmeisterschaften 1999 wurde sie Achte.
Beim Marathon der Leichtathletik-Weltmeisterschaften 2003 in Paris/Saint-Denis belegte sie den 18. Platz. Zuvor in diesem Jahr hatte sie beim Osaka Women’s Marathon mit 2:27:32 h den sechsten Platz belegt.
2007 gewann sie den Vienna City Marathon. Bei den Straßenlauf-Weltmeisterschaften 2007 wurde sie in ihrer Halbmarathon-Bestzeit von 1:09:01 h Achte; sie war damit die beste gebürtige Europäerin in diesem Rennen.
2008 siegte sie erneut in Wien mit ihrer persönlichen Bestzeit von 2:26:43 h.